# Affärssystem

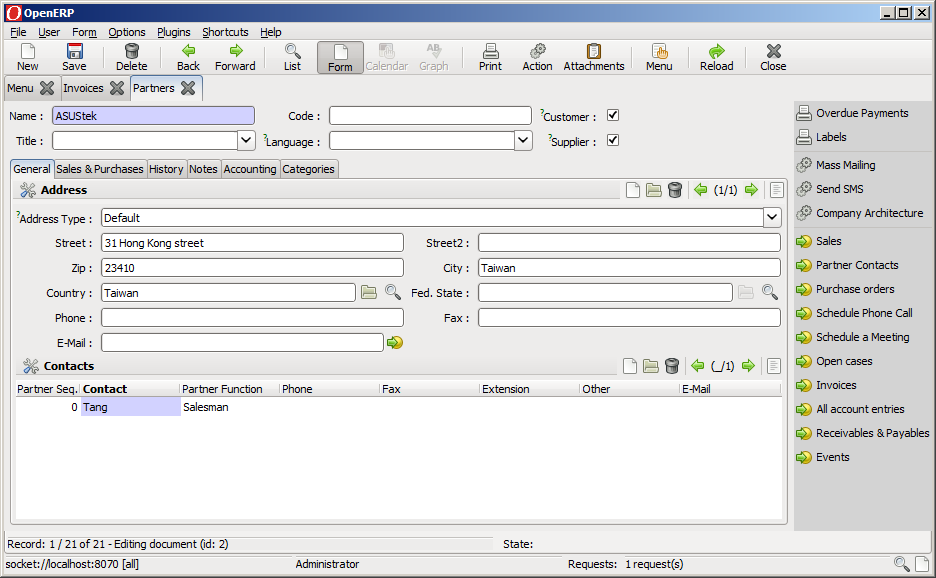
Skärmdump av affärssystemet OpenERP.

Ett affärssystem är ett programpaket med integrerade IT-system för att ta hand om ett företags informationshantering och tillgodose ett företags behov av styrning och administration. En definition är "standardiserat verksamhetsövergripande systemstöd". Ett annat ord för affärssystem är det mer internationellt gångbara ERP, enterprise resource planning.
Affärssystem är uppbyggda i moduler som kan ha stöd för redovisning, order- och lagerbehandling, reskontror, produktionsplanering, projektplanering, resursplanering, inköp, tidredovisning och personaladministration och är vanligen kopplade till en gemensam databas som är uppbyggd av flera olika tabeller där data lagras. Funktionaliteten anpassas till företaget genom inställning av olika parametrar i de olika modulerna. På grund av dess komplexitet kompletteras affärssystem ofta med kringsystem för lättare åtkomst till data, till exempel budget- rapporterings- och analyssystem.
Affärssystem har i många fall visat sig bidra till stora förbättringar i företags måluppfyllelse, produktivitet och förmåga att leverera kvalitet. De underlättar även hanteringen av kundkontakter och affärstransaktioner. De har även bidragit till sänkta kostnader och bättre beslutsfattande. Det är inte givet vilka effekter en implementering har på ett företag. Vissa företag har märkt stora oväntade fördelar med affärssystem samtidigt som affärssystem fått skulden när företag som implementerat dem fungerar dåligt.
Moderna affärssystem syftar på en ny generation affärssystem som nyttjar modern teknik och nya tjänster inom Internet of Things och Fintech, för att till exempel koppla samman hårdvaruenheter som används i företaget eller integrera mot banker på ett sätt som inte var möjligt tidigare.

## Typer av affärssystem
- OLF (Order-Lager-Fakturering) eller ibland OLFI (Order-Lager-Fakturering-Inköp) är bassystem för företag som arbetar med produkter.
- MIS (Management Information System) [7] en engelsk benämning för affärssystem/OLF-system
- Projekt (projektledning,projektstyrning,projektplanering,projektredovisning,resursplanering) är bassystem för alla typer av tjänsteföretag (dvs företag som jobbar på uppdrag åt andra).

Affärssystem skall väljas beroende på vilken typ av företag man är.

## Andra typer av relaterade system
Många uppgifter i ett företag har idag datorstöd. För detta har ett antal andra system utvecklats. Ibland ingår de som en del av affärssystemet, men lika ofta som självständiga system. Exempel på sådana system är:
- CRM Customer Relationship Management för hantering av kund- och även leverantörskontakter
- SCM Supply Chain Management för hanteringen av försörjningskedjan (beställningar till underleverantörer, leveranser etc.)
- MES Manufacturing Execution System för styrning och övervakning av produktionsprocesser
- LIMS Laboratory Information Management System för hantering av provtagning i samband med tillverkning
- PDM Product Data Management för hantering av (komplexa) produkter, där man samlar information om själva produkten
- PAS Policy Administration System för administration av pensioner och försäkringar. Används av livförsäkringsbolag.
- Automatiska avstämningar, ett sätt att hantera avstämningsprocesser, till exempel i månadsrapporter, helt automatiskt
- OMS Order Management System för att effektivisera orderhantering och processer kring produkt och kund. OMS används främst av handelsföretag, både detaljhandel- och e-handelsföretag